# 北票鲟属
北票鲟属（学名：Peipiaosteus）是一属已灭绝的史前鲟鱼，其化石最初被发现于中国辽宁省潘氏湖早白垩世九佛堂组。